# Église Saint-Martin de Cilly
L'église Saint-Martin de Cilly est une église fortifiée qui se dresse sur la commune de Cilly dans le département de l'Aisne en région Hauts-de-France.

## Situation
L'église Saint-Martin de Cilly est située dans le département français de l'Aisne sur la commune de Cilly.

## Histoire
Le donjon en brique date du XVIe siècle. Il est soutenu par quatre contreforts renforcés aux angles  par des pierres calcaires.
Le chœur, le transept et la nef ont été reconstruits à  la fin du XIXe siècle.

## Description
Le clocher carré construit en briques fortifié fait office de « donjon ». Il est percé de meurtrières.
L'église a la particularité d'être entourée du côté de la Rue du Moulin et de la Rue du Presbytère, d'un mur en briques agrémenté de sept tourelles en briques d'environ 70 cm de diamètre décorées de faux mâchicoulis et de faux chiens-assis et surmontées d'un toit hexagonal en ardoise.

### Galerie

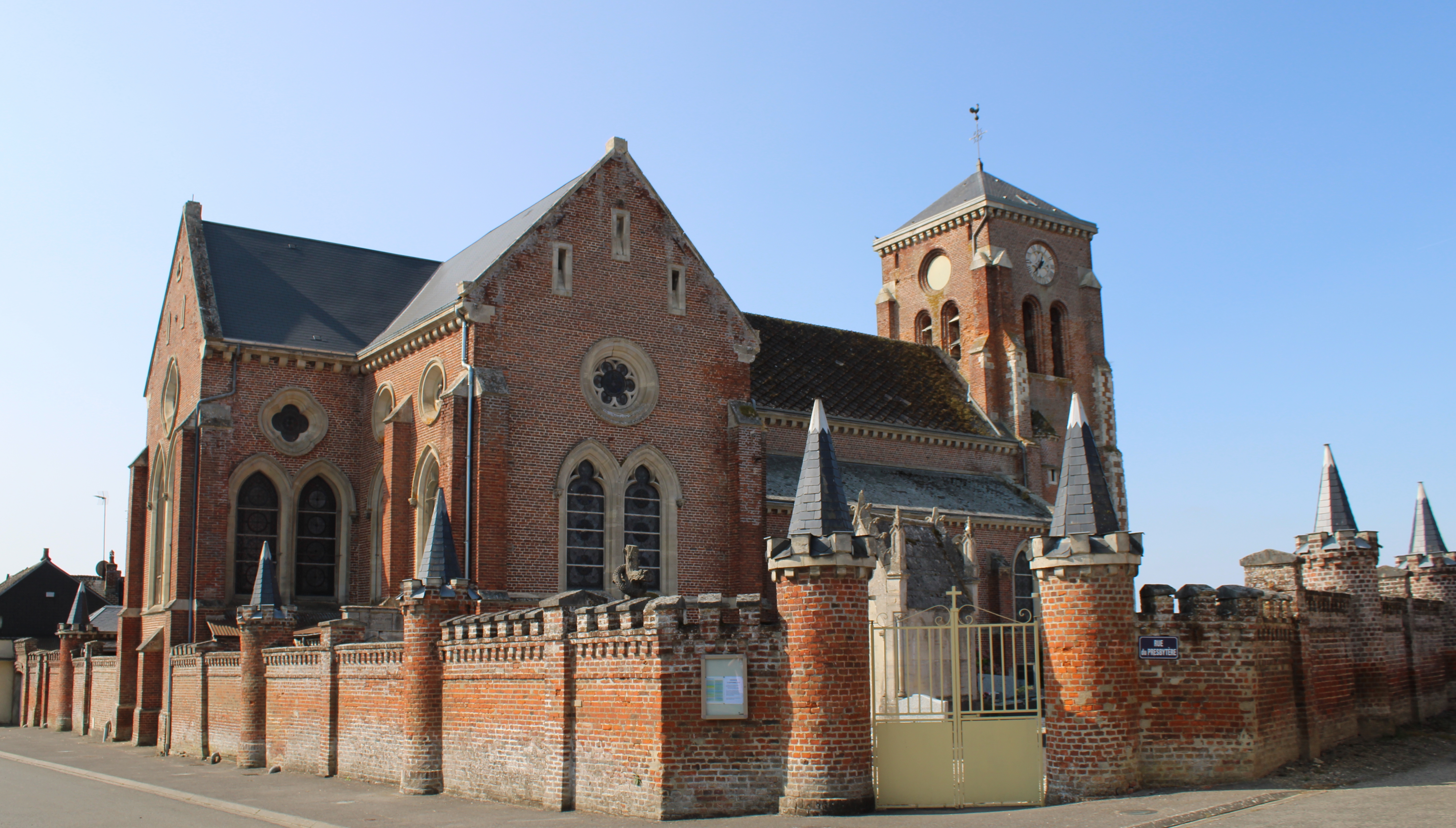
Vue côté rue de l'église entourée d'un mur de briques comportant 7 tourelles.
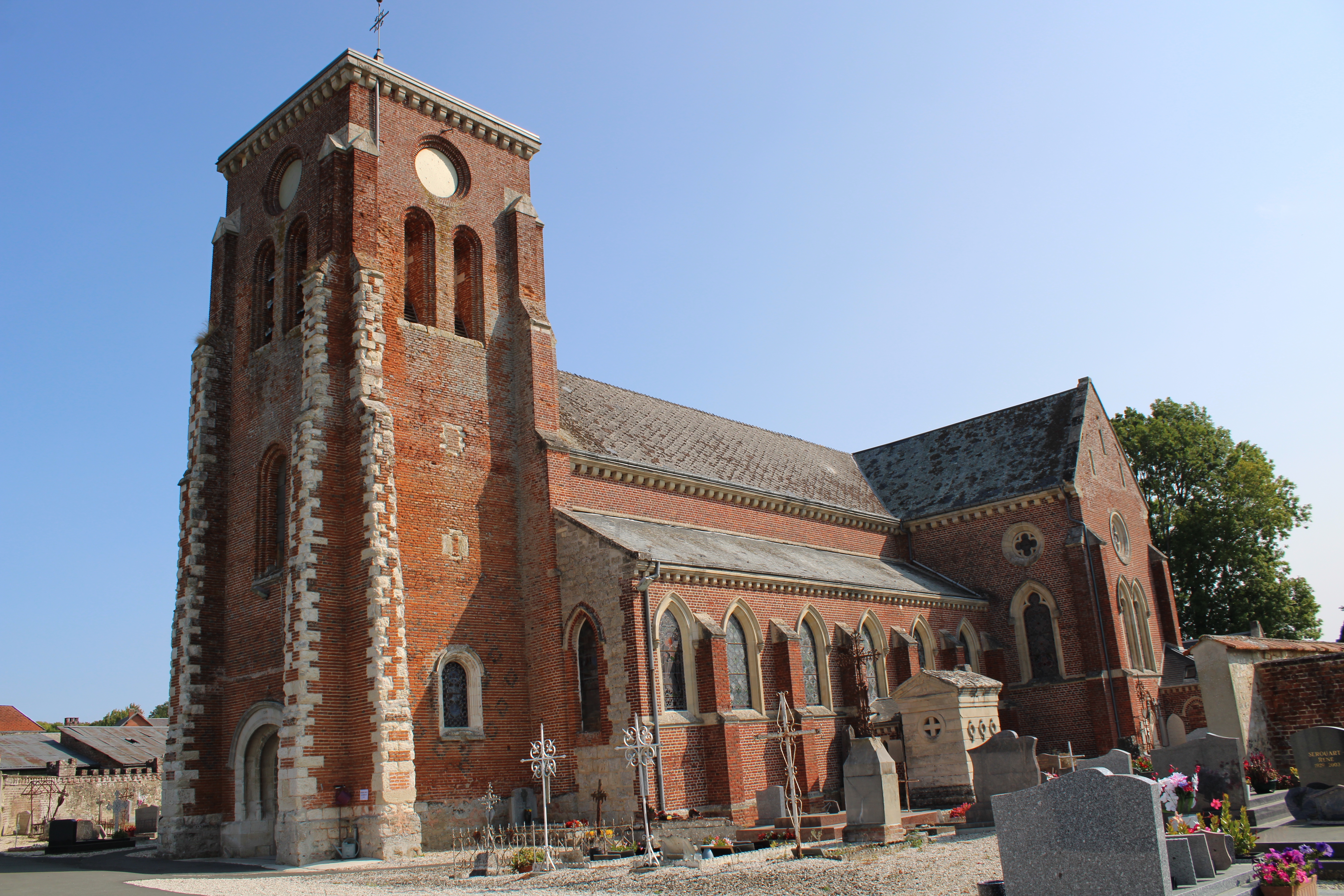
Vue de l'église côté cimetière.
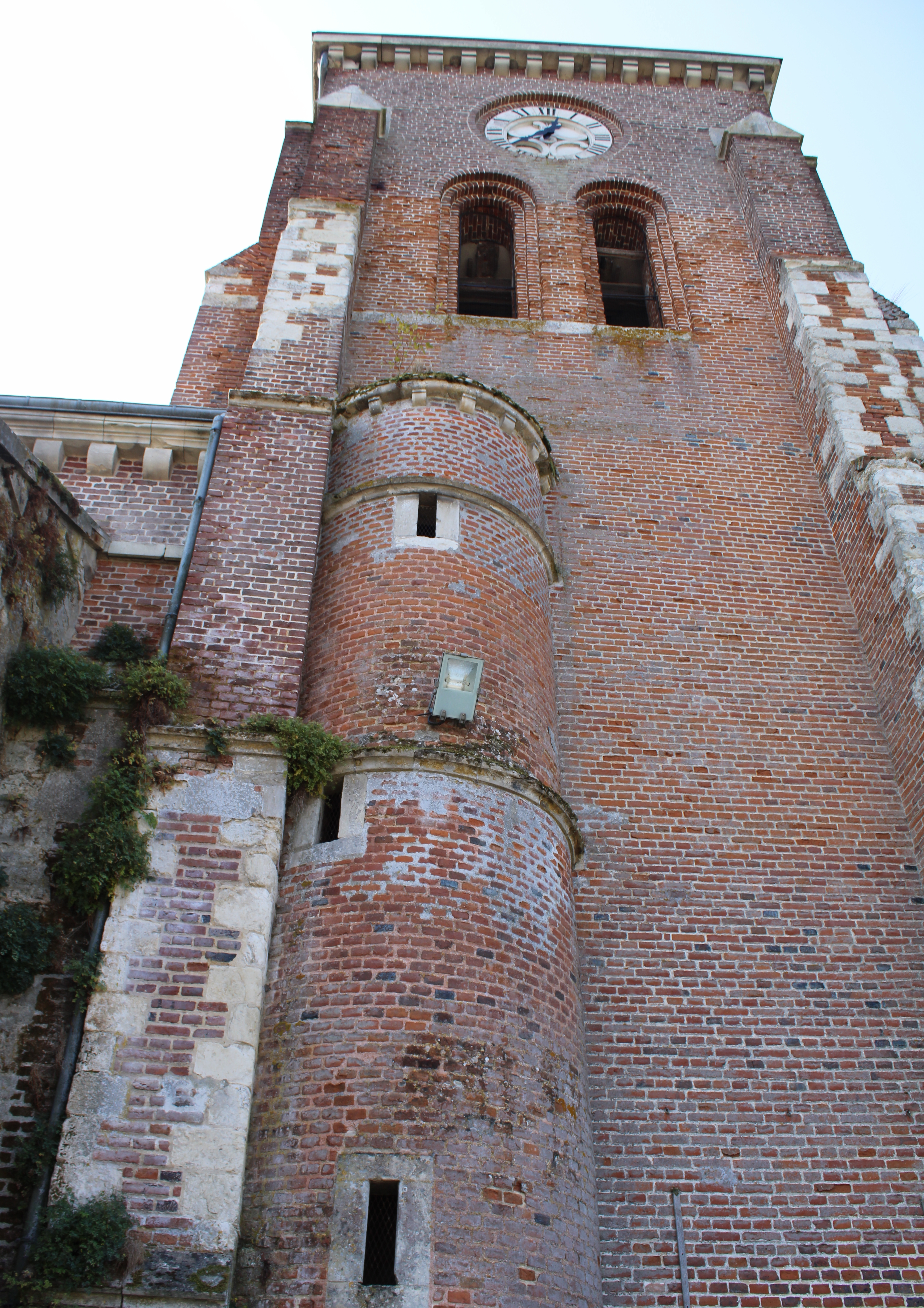
Une tour demi-cylindrique, percée de 3 meurtrières,  flanquant le clocher côté nord
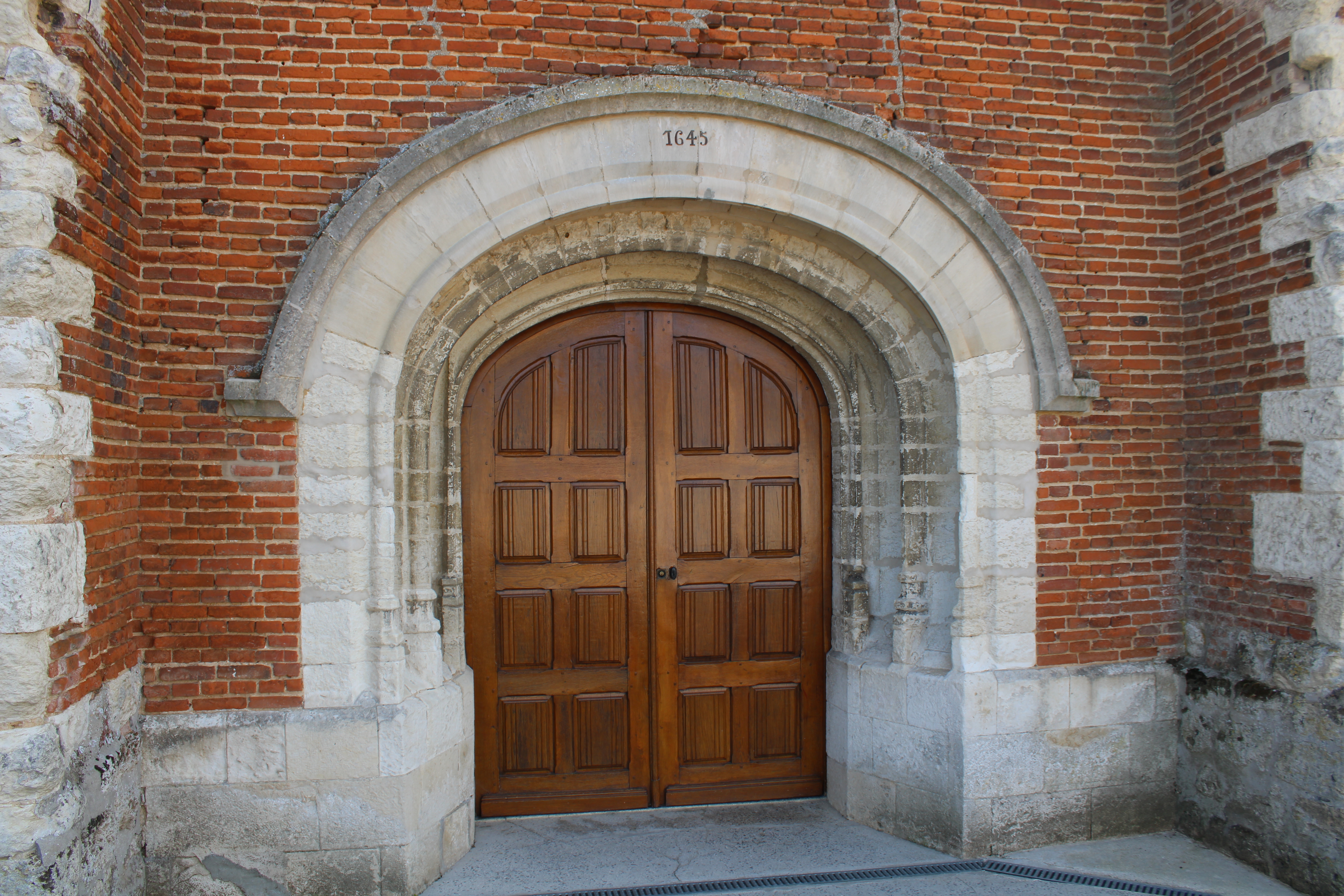
Le porche en plein cintre portant la date  de 1645 ..
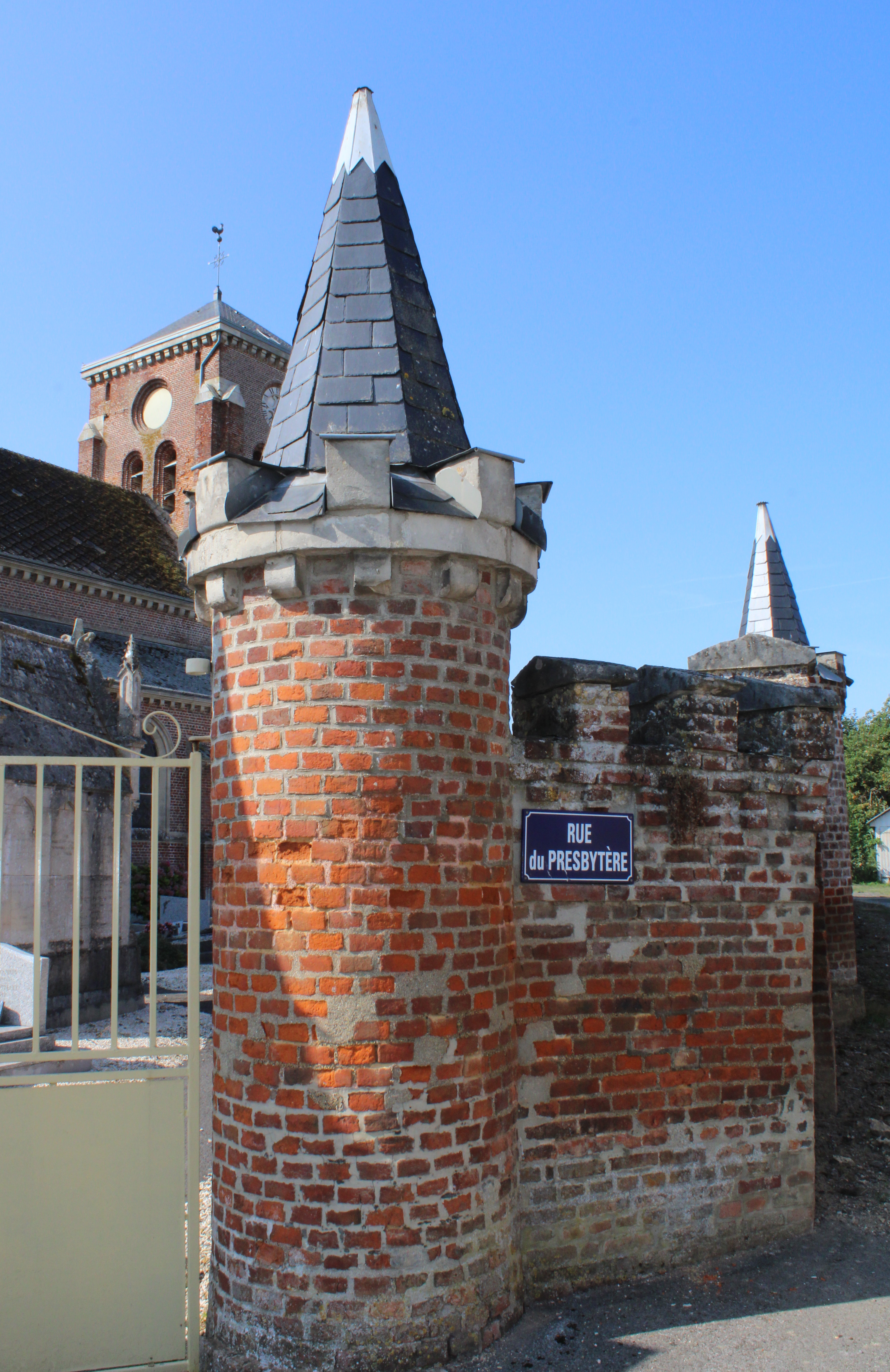
Une des sept tourelles en brique, ornées de faux mâchicoulis et surmontée d'un toit hexagonal.